# Ronco Biellese
Ronco Biellese (Ronch ëd Biela in piemontese) è un comune italiano di 1 407 abitanti della provincia di Biella in Piemonte.

## Geografia fisica

### Territorio
Ronco Biellese si trova al centro della Provincia di Biella nell'altopiano che parte a est del capoluogo e termina nei pressi di Cossato. Il paese è situato, inoltre, a mezza costa rispetto alla collina dominata dal Brich su cui sorge il Castello di Zumaglia, attorno al quale nel 1995 è stata istituita una Riserva naturale regionale.

### Clima
Il clima è tipicamente continentale, di transizione dalle montagne alla pianura. In inverno fa parecchio freddo, molte volte si scende sotto lo zero, con frequenti nevicate. L'estate è calda, ma non eccessivamente, con temperature che, di norma, difficilmente superano i 30° se non nelle ondate di calore; in questa stagione sono frequenti i temporali. I periodi più piovosi, come in tutta la provincia del resto, sono la primavera e l'autunno.

## Storia
Ronco, in epoca medievale, appartenne ai vescovi di Vercelli. Passato in mano ai Savoia (1379), il paese venne infeudato a Gottofredo di Buronzo e ad altri col titolo di Signore (XV-XVI secolo).
Nel 1620 Carlo Emanuele I donò Ronco e Zumaglia a Pietro d'Albier, cui conferì il titolo di Conte.
Il feudo passò, successivamente, nelle mani di Caterina Chiambò, di Anna Margherita Buneo, del senatore Guglielmo Leone (1671). Quest'ultimo, avendo ottenuto il titolo di Conte di Ronco e di Zumaglia, nel 1736 vendette Ronco a Carlo Francesco Avogadro, signore di Cerreto.
Alla fine del XVIII secolo, Ronco, sotto la scia della rivoluzione, si proclamò comune autonomo.
Durante gli anni della Seconda guerra mondiale, a causa di uno scontro tra partigiani e nazifascisti, con perdite da parte di questi ultimi, portò ad una violenta rappresaglia il 27 agosto 1944. In questa data molte case vennero bruciate e venne fucilato barbaramente nella piazza il barbiere del paese, scambiato per un militante partigiano. Inoltre due partigiani "garibaldini" vennero uccisi nel centro del paese.

### Simboli
(D.P.R. del 17 gennaio 1967)

## Monumenti e luoghi d'interesse

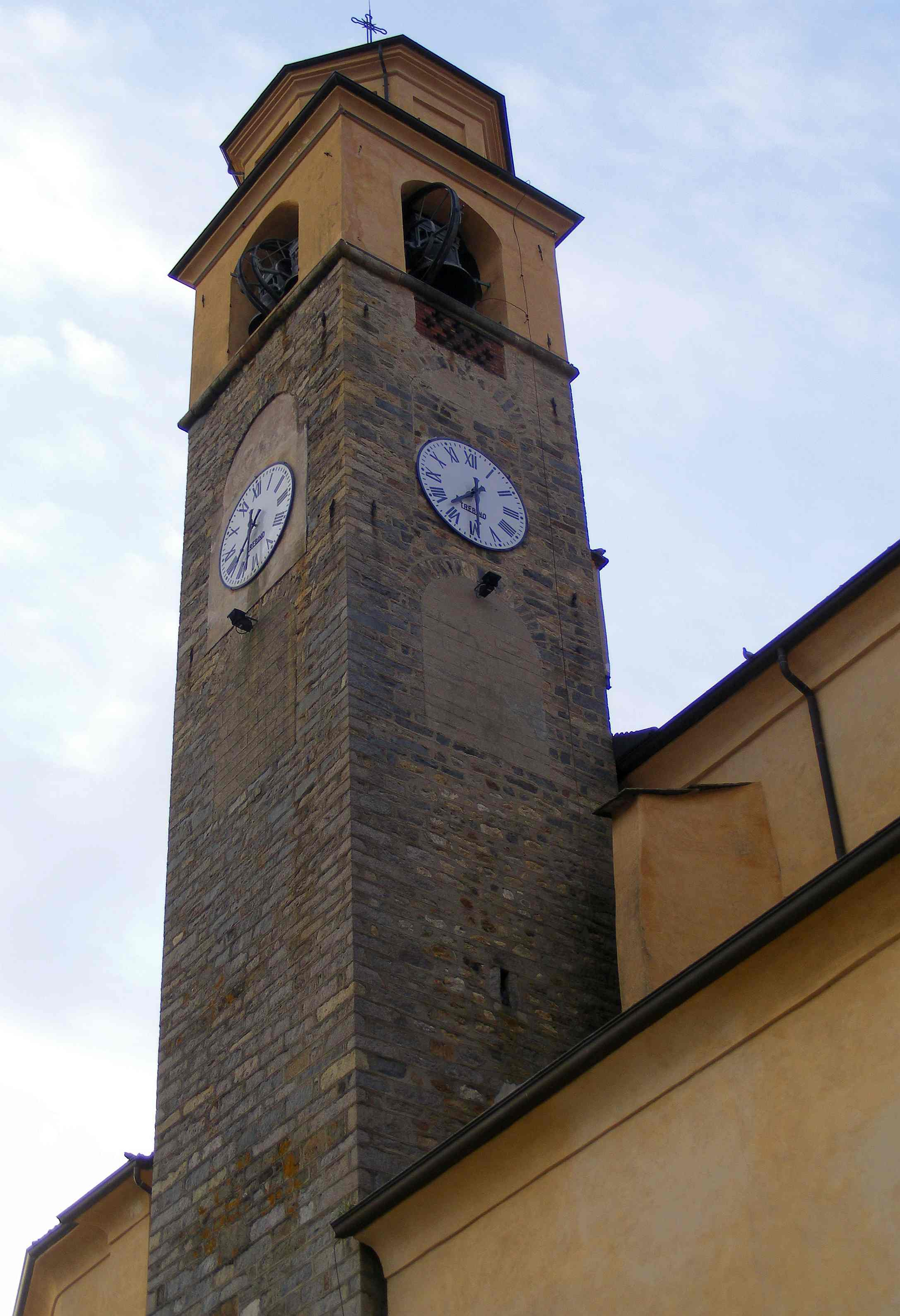
Il campanile

La chiesa parrocchiale è dedicata a San Michele Arcangelo ed è stata edificata nel 1600. La chiesa è ad una sola navata, decorata agli inizi del 1800. All'interno risulta ricca di opere d'arte (pulpito di Bartolomeo Termine, seconda metà Seicento; l'altare maggiore in marmi policromi; la via crucis, opera dello scultore Serpentiero del 1750).
La“Casa Parrocchiale” è una costruzione di impianto tardo settecentesco, come ne denuncia l'iscrizione sul vertice del fronte meridionale, poi rimaneggiata nel corso dell'Ottocento.
Il lotto di costruzione è adiacente alla seicentesca Chiesa parrocchiale dedicata a S. Michele Arcangelo. La casa parrocchiale risulta quindi di precedente edificazione rispetto alla chiesa e con geometrie severe nel fronte nord e nei prospetti laterali, mentre il fronte sud si apre all'antistante giardino interno con un doppio loggiato, di marcata impronta locale e con elementi compositivi che ne denunciano piuttosto una fattura ottocentesca che del Settecento. A lato, verso est, sono accostate alcune superfetazioni di epoca moderna. Nel 2004 a causa del preoccupante fenomeno di degrado che investiva l'edificio, è stato fatto un progetto di restauro conservativo e di consolidamento. Tale intervento ha permesso di recuperare il fabbricato.

## Società

### Evoluzione demografica
Abitanti censiti

## Cultura

### Eventi
- metà settembre: Sagra del pailét. Festa annuale, nata nel 2001 e della durata di un fine settimana, dedicata ai manufatti di terracotta, la cui produzione era molto importante a Ronco.

Dal 2006 al 2015 e nel 2019 c'è stato un gemellaggio culturale con Enköping, in Svezia, con la presenza, nel periodo di Santa Lucia, di un gruppo di ragazze che giungeva in paese per eseguire i canti e la processione dedicati alla santa nella tipica tradizione svedese. Inoltre, la locale squadra giovanile di calcio ha partecipato alla Global Cup (UNICEF) sempre ad Enköping. I rapporti tra Ronco e la Svezia sono comunque ancora proficui grazie alla presenza di altri gruppi che allietano le manifestazioni del paese.
Molto importante è la locale Scuola delle Terrecotte, sita nel pianterreno della Scuola Materna che garantisce il proseguimento della tradizione della ceramica con corsi e attività.

## Geografia antropica

### Frazioni
Ronco è divisa in diverse frazioni sparse, nonostante abbia un nucleo centrale ben definito che va dalla frazione Regis alla piazza principale (Via Roma).
Le frazioni sono: Centro, Veggio, Ceresa, Regis, San Carlo, San Grato, Masserano e Riviera. Le frazioni Riviera e, soprattutto San Carlo, sono punti panoramici eccellenti con una vista che spazia per buona parte della provincia laniera. Una leggenda locale racconta che nella frazione San Grato esista un'antica fontana, detta "Fontana della Luna", le cui acque avrebbero il potere di esaudire i desideri se raccolte nella notte del solstizio d'estate. 

## Economia
Per secoli la lavorazione e produzione delle "bielline", manufatti in terracotta, ha fatto di Ronco uno dei centri più importanti nel settore delle stoviglie popolari. È presente un ecomuseo che descrive la storia di questa produzione nel paese; al suo interno si possono ammirare moltissimi manufatti originali di terracotta.

Il commercio di tali manufatti non era circoscritto all'area biellese, ma si estendeva in gran parte del nord Italia e al vicino Canton Ticino.
Attualmente, nel comune, sono presenti alcuni stabilimenti tessili tra cui il Lanificio Angelico (fondato da Giuseppe Angelico).

## Amministrazione

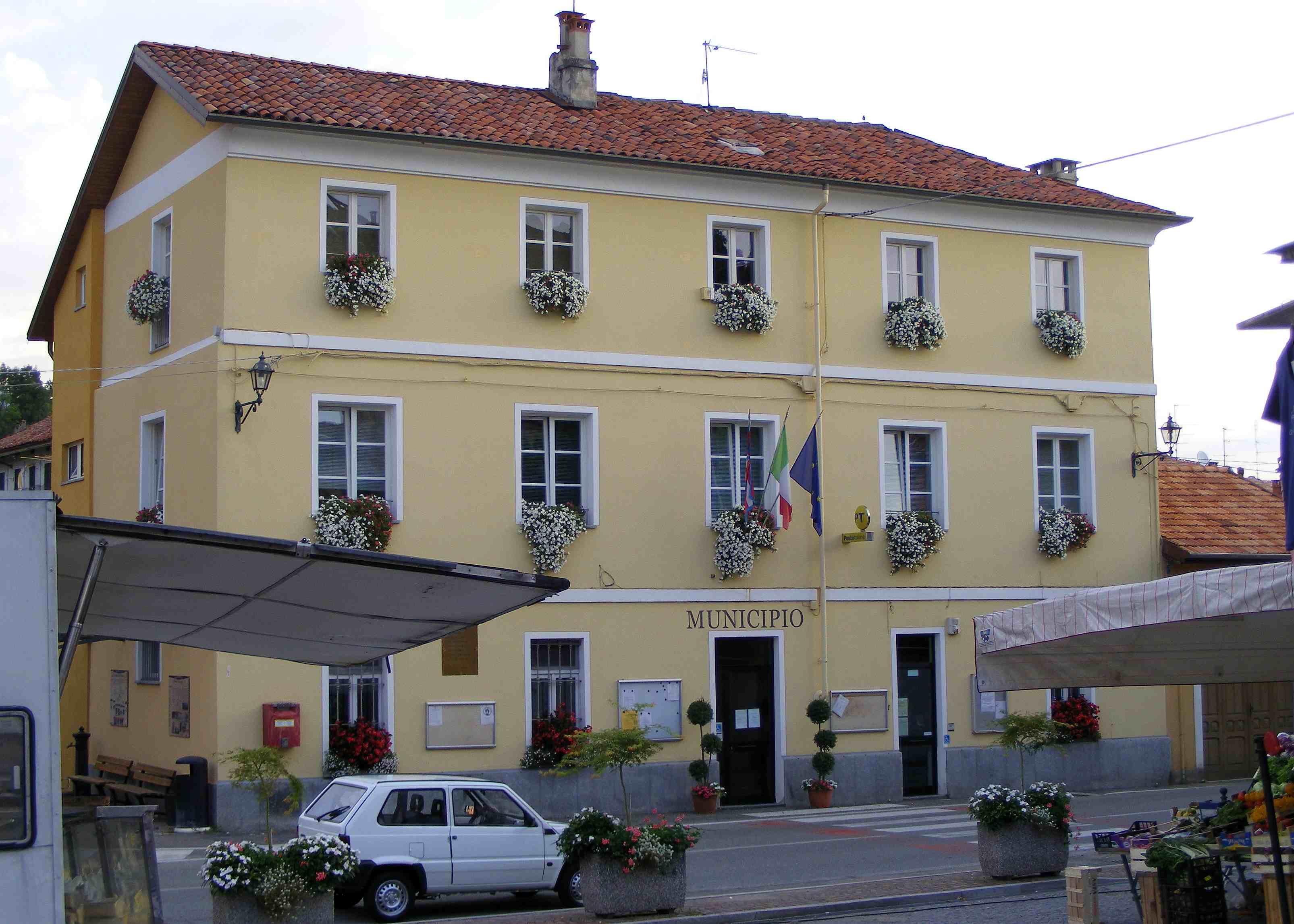
Il municipio

| Periodo | Periodo     | Primo cittadino | Partito                            | Carica  | Note        |
| ------- | ----------- | --------------- | ---------------------------------- | ------- | ----------- |
| 2004    | 2009        | Celestino Lanza | lista civica                       | Sindaco |             |
| 2009    | 2014        | Carla Moglia    | lista civica Torre merlata         | Sindaco |             |
| 2014    | 2019        | Carla Moglia    | lista civica Nuova linfa per Ronco | Sindaco |             |
| 2019    | 2024        | Carla Moglia    | lista civica Ronco insieme         | Sindaco | III mandato |
| 2024    | "in carica" | Celestino Lanza | lista civica Ronco Domani          | Sindaco |             |

### Altre informazioni amministrative
Ronco, nonostante il suo territorio orograficamente sia esterno a quello della Valle del Cervo, fece parte a cominciare dal 1973 della Comunità montana Bassa Valle Cervo. Tale comunità montana fu in seguito accorpata dalla Regione Piemonte con la Comunità montana Alta Valle Cervo, andando a formare la Comunità Montana Valle Cervo.